# Yafran
Yafran (Arabisch: يفرن) is een stad en voormalige gemeente in Libië. De gemeente had in 2003 een inwonertal van ruim 117.600.